# Mulamba (álbum)
Mulamba é o álbum de estreia da banda brasileira de mesmo nome, lançado em 2 de novembro de 2018. Foi gravado no estúdio da Red Bull, em São Paulo, e possibilitado após o grupo vencer o concurso Vento Festival, cujos ganhadores conquistavam uma vaga no festival e um disco no referido estúdio.

## Informação das faixas
A faixa-título fala sobre "o massacre contra o feminino e tudo que ele representa". Foi a primeira canção que as integrantes compuseram em grupo, ainda na época em que eram um tributo a Cássia Eller, e sua criação foi motivada especificamente por um episódio de assédio que uma amiga delas sofreu durante um show delas. A faixa não foi regravada para o álbum, mas foi remixada e remasterizada pelo produtor Fruet. O clipe envolveu uma interação com outras mulheres que teve organização e supervisão de uma psicóloga. Ele é protagonizado por uma personagem, interpretada por Nayara Santos, que representa a figura da "mulamba". Ela destrói objetos simbólicos como que num processo de libertação enquanto usa uma máscara em forma de útero. Segundo a diretora Virginia de Ferrante, a personagem é a personificação da força interior da qual todas dispõem para enfrentar as dificuldades.
"Espia, Escuta" foi criada com base em refrãos que a banda usava em seus shows e também em improvisações que elas faziam com funks de cunho político. Foi relançada em 30 de abril de 2020 com um remix da DJ BadSista.
"Desses Nadas" fala sobre um relacionamento amoroso entre duas mulheres, mas sem fetichizá-lo, e foi lançada como single em outubro de 2018. A canção recebeu um clipe com o casal interpretado por Bruna Barreto e Jenifer Coimbra.
"Provável Canção de Amor para Estimada Natália", composta em apenas uma noite, é uma homenagem à ex-guitarrista da banda, a advogada Nat Fragoso. A vocalista Amanda Pacífico vê elementos de pop, folk e jazz na canção. Um vídeo foi feito para ela pelo casal de diretores Couple of Things; nele, a atriz mirim Cecília Alvarenga contracena com conhecidos da banda, incluindo a própria Nat.
"Interestelar" nasceu a partir de uma observação da vocalista Cacau de Sá feita com pessoas de sua família e uma amiga em particular e o olhar que elas tinham para as crianças. "Tereshkova" foi criada com trechos que antes fariam parte de "Interestelar" e é batizada em homenagem a Valentina Tereshkova, a primeira mulher a ir ao espaço,
"Lama" fala sobre o rompimento de barragem em Mariana e suas consequências. Teve de ser regravada diversas vezes até atingir a performance desejada pela banda. Amanda escreveu a faixa após assistir uma reportagem mostrando uma senhora indignada com o desastre, que contaminou a água local e fez seus filhos adoecerem.
"Vila Vintém" traz uma letra que fala da violência policial durante tentativa de desocupação da favela homônima do Rio de Janeiro e seu clipe tem imagens registradas na Ocupação 29 de Março, em Curitiba. A ideia, segundo a letrista Cacau, era "chamar atenção para a vida das pessoas que vivem nesses espaços e que sofrem, na surdina, com despejos, incêndios, falta de saneamento básico, luz, entre outras tantas carências. (...) A pergunta que me faço é se as comunidades são de fato percebidas pela sociedade e pelo Estado para além de um problema do qual se deve livrar-se."
"P.U.T.A." é considerada a canção que deu projeção ao grupo, por conta de seu clipe, que viralizou na internet. Para o disco, ela foi regravada com a participação de Juliana Strassacapa, do Francisco, el Hombre. Para escrever a faixa, Amanda se inspirou no relato de uma amiga no Facebook, no qual a mesma dizia sentir medo de ser atacada ao descer do ônibus. A ideia é falar do medo e da impotência que muitas mulheres sentem nas ruas. Cacau e Amanda gravaram suas partes simultaneamente, mas em salas separadas.

## Faixas[6]
| N.º            | Título                                          | Compositor(es)                | Duração |  |
| 1.             | "Mulamba"                                       | Amanda Pacífico / Cacau de Sá | 4:08    |  |
| 2.             | "Espia Escuta"                                  | Cacau de Sá                   | 2:48    |  |
| 3.             | "Desses Nadas" (part. Lio Soares)               | Amanda Pacífico               | 4:00    |  |
| 4.             | "Provável Canção de Amor Para Estimada Natália" | Amanda Pacífico               | 4:52    |  |
| 5.             | "Interestelar"                                  | Cacau de Sá                   | 4:41    |  |
| 6.             | "Tereshkova"                                    | Érica Silva                   | 3:04    |  |
| 7.             | "Lama"                                          | Amanda Pacífico               | 5:46    |  |
| 8.             | "Vila Vintém"                                   | Cacau de Sá                   | 5:06    |  |
| 9.             | "P.U.T.A." (part. Juliana Strassacapa)          | Amanda Pacífico / Cacau de Sá | 5:04    |  |
| Duração total: | Duração total:                                  | Duração total:                | 49:29   |  |

## Recepção
A Associação Paulista de Críticos de Arte o considerou um dos 25 melhores discos do segundo semestre de 2018. O site Tenho Mais Discos Que Amigos! o elegeu o melhor lançamento brasileiro de 2018.

## Créditos
Adaptados do canal oficial da banda no YouTube:

### Mulamba
- Amanda Pacífico — vocal em todas as faixas
- Cacau de Sá — vocal em todas as faixas menos "Tereshkova"
- Érica Silva — vocal em "Provável Canção de Amor Para Estimada Natália" e "Lama"; guitarra em "Interestelar", "Tereshkova" e "Lama"; violão em "Desses Nadas" e "Provável Canção de Amor Para Estimada Natália"; baixo em "Espia, Escuta" e "P.U.T.A.", percussão em "Espia, Escuta"
- Naíra Debértolis — guitarra em "Espia, Escuta", "Vila Vintém" e "P.U.T.A."; violão em "Lama"; baixo em "Mulamba", "Desses Nadas", "Provável Canção de Amor Para Estimada Natália", "Interestelar", "Tereshkova" e "Vila Vintém"
- Caro Pisco — bateria em todas as faixas; edição da introdução em "Lama"
- Fernanda Koppe — violoncelo em todas as faixas

### Participações especiais
- Agnes Ignácio — introdução em "Interestelar"
- Jéssica Caetano — introdução em "P.U.T.A."
- Lio Soares — vocais em "Desses Nadas"
- Juliana Strassacapa — vocais em "P.U.T.A."
- Natália Fragoso — guitarra em "Mulamba"
- Pri Link — percussão em "Mulamba", "Espia, Escuta", "Desses Nadas", "Provável Canção de Amor Para Estimada Natália" e "Lama"
- Catarina Schmitt — viola em todas as faixas menos "Mulamba" e "Espia, Escuta"
- Joe Caetano — castanholas em "Desses Nadas"
- Luisa Toller — acordeão em "Desses Nadas" e "Vila Vintém"; piano em "Desses Nadas", "Provável Canção de Amor Para Estimada Natália", "Interestelar", "Vila Vintém" e "P.U.T.A."; sintetizador em "P.U.T.A."
- Desirée Marantes — efeitos em "Tereshkova" e "P.U.T.A."

### Pessoal técnico
- Érica Silva — produção
- Vitor Pinheiro — mixagem e masterização no Estúdio Gramofone
- Du Gomide — produção e captação de áudio em "Mulamba"
- Marcelo Fruet e Átila Viana — mixagem e pós produção no Estúdio 12 Experiência Sonora em "Mulamba"
- Marcos Abreu — masterização em "Mulamba"
- Rodrigo "Funai" Costa, Alejandra Luciani e Eric Yoshino — gravação no Red Bull Studio
- Vinicius Braganholo — gravação de Lio Soares no Nico's Studio
- Alexandre Capilé — gravação de Juliana Strassacapa no Estúdio Costella
- Cristiano Montalvão — gravação do texto de Jéssica Caitano no Estúdio Seu Mulica Records
- Daniel Amaral — gravação do texto de Agnes Ignácio no Estúdio Dani Records
- Katia Horn — capa[3]